# Брюханы
Брюханы — опустевшая деревня в Юрьянском районе Кировской области в составе Медянского сельского поселения.

## География
Находится на расстоянии примерно 2 километра на запад по прямой от поселка Мурыгино.

## История
Известна была с 1873 года, когда здесь (тогда деревня Бурматовская или Брюшинкины) было отмечено двора 6 и жителей 36, в 1905 9 и 64, в 1926 13 и 0, в 1950 7 и 33. В 1989 году оставалось 2 жителя .

## Население
Постоянное население  не было учтено как в 2002 году, так и в 2010.